# Pachmann Péter
Pachmann Péter (Budapest, 1971. március 17. –) magyar televíziós szerkesztő, műsorvezető, előadóművész.

## Életpályája
Középiskolai tanulmányait a Madách Imre Gimnáziumban végezte 1985 és 1989 között. Diplomáit az ELTE magyar–angol (1989–1994), illetve média szakán (1994–1996) szerezte. Közben 1994-ben elvégzett egy európai uniós mesterkurzust Hollandiában, Maastrichtban. 2001-ben elnyerte az Amerikai Egyesült Államok kormányának NATO-ösztöndíját, Brüsszelben és Szarajevóban járt tanulmányúton.
12 évig kosárlabdázott versenyszerűen a Csepel SC csapatában.
1992–1997 között a Magyar Televízió Híradó című műsor főszerkesztőségénél dolgozott, 1995-től a Híradó utazó külpolitikai tudósítója lett, tudósított a magyar kormány európai integrációs tárgyalásairól, miniszterelnöki csúcstalálkozókról Európa szinte minden országából, valamit a délszláv háborúk béketárgyalásairól, Belgrádból, Zágrábból és Szarajevóból. 1997-ben a TV2-höz került, ahol a Tények műsorvezetője, valamint külpolitikai tudósítója lett. Tudósított Európán kívül Izraelből, Pakisztánból és Afganisztánból illetve Japánból is. Japánban egyedüli magyar televíziós újságíróként négyszemközti audiencián fogadta őfelsége Akihitó japán császár, a tokiói császári palotában, 2002-ben.
Készített interjút a rendszerváltás óta hivatalban lévő valamennyi magyar miniszterelnökkel illetve államfővel.
Vezetett parlamenti és önkormányzati választási műsort is és többször vállal műsorvezető szerepet a reggeli műsorban. (Mokka)
2000-ben zenésztársaival adott egy nagyszabású koncertet a Bárka színházban.
2007-ben jelent meg első regénye, a Pilátust játszani, amelyet Martin McDonagh egyik feketekomédiája inspirált. A könyv a Frankfurti Nemzetközi Könyvfesztiválon is bemutatkozott. A regényhez készített dvd-mellékleten Jancsó Miklós Európa-díjas filmrendező, Andorai Péter, a Nemzet Színművésze illetve Balkay Géza Jászai Mari-díjas színművész is szerepet vállalt. A melléklet egyik etűdje, Jean Badal Oscar-díjra jelölt operatőr munkája.
2008-ban Mozgókép- és médiaismeret címmel tankönyvet írt, amely elnyerte az Oktatási Minisztérium licencét.
2009-ben felkérték, hogy írjon novellát A rendszerváltás pillanatai című antológiába, amely a rendszerváltás 20-dik évfordulójára jelent meg.
2016-ban Péter Szabó Szilvia énekesnővel közösen megnyerték A Nagy Duett című televíziós show-műsort. A műsor döntője a 2016-os televíziós évad legnézettebb produkciója volt.
2017-ben jelent meg második regénye, a Misu háborúja, amelyet a könyvbemutatón a regény cselekményekor hivatalban lévő Kovács László külügyminiszter, illetve Szijjártó Péter külgazdasági- és külügyminiszter is méltatott.
2018-tól a Midlife Crisis rockzenekar vendégénekeseként nagy sikerrel lépett fel a soproni VOLT ifjúsági fesztivál, a debreceni Campus, illetve a szegedi SZIN fesztiválon.
2018 őszén a Dr. Rock zenekarban is bemutatkozott, ahol közös dalokban vett részt Debreczeni Ferenccel, az Omega együttes dobosával vagy Zselencz Lászlóval, az Edda Művek egykori basszusgitárosával.
2018-ban, a Budapesti Őszi Fesztivál és a CAFé Budapest szervezésében színházban is bemutatták a Misu háborúja című regényt, színpadra Béres Miklós és Pachmann Péter alkalmazta, a főszereplő Jancsó Dóra volt, akit kétszer is az évad színésznőjének választottak a Miskolci Nemzeti Színházban.
Ugyanebben az évben az Ódry Színpadon szintén bemutatták a Misu háborúja című monodrámát, amely a Színház- és Filmművészeti Egyetem egyik vizsgaelőadása volt.
2019-ben a Dr. Rock és a Midlife Crisis zenekarokkal koncertezett.
A 2018-tól a dunaújvárosi Pannon Oktatási Központ magángimnáziumában is tanít. Tanítványaival két első díjat hoztak el az országos korosztályos rövidfilm-fesztiválról. Társadalmi érzékenyítő rövidfilmjüket a Bujtor István Filmfesztiválon különdíjjal jutalmazták.
2020-ban Avantgarden Feat. Pachmann (Alföldi Miklós, Pálfalvy Attila) nevű zenekarával videóklipet készített Miskolcon, a Nemzeti Színház Jászai Mari-díjas színművészeivel, Seres Ildikóval, Gáspár Tiborral és Harsányi Attilával. A klipet, amelyet alig két hét alatt több mint százezren néznek meg, Magyarország legnagyobb nemzetközi filmfesztiválján, a Cinefest Fesztiválon mutatták be hivatalosan is.
2024. május 2-án bejelentették, hogy Pachmann Péter visszatér a Jazzy Rádióhoz, ahol a Business Class című reggeli műsor társműsorvezetője lesz.

## Elismerések
- Magyar Arany Érdemkereszt polgári tagozat (2024)[forrás?]

## Magánélete
Az első felesége zenetanárként dolgozott, 1997-ben házasodtak össze, majd 2001-ben elváltak. A második felesége Ambrus Mária, akivel 2003-ban kötött házasságot, de 2010 januárjában különmentek, és hivatalosan 2011-ben váltak el. Gyermekük, Balázs 2005-ben született. Időközben korábbi kolléganőjével, Hajdú Petrával került kapcsolatba, aki 2010 novemberében szakított vele. 2014-ben házasodott meg harmadszor, ezen kapcsolatából született meg 2015-ben lánya, Anna Kátya. 2018-ban elvált feleségétől. 

## Műsorai
- Híradó (1992–1997)
- Tények (1997–2016)
- Mokka (2007–2025)
- Jó estét, Magyarország! (1997–2002)
- Választás Országgyűlési választások
- Jazzy Rádió Budapest – minden hétköznap délután (2017–)
- Jazzy – Business Class (2024–)[8]
- Napló (2025)

## Könyvei
- Pilátust játszani, regény (2007)
- Mozgókép- és médiaismeret (tankönyv) (2008)
- 1989 – 2009, A rendszerváltás pillanatai (novella: Szerelmes október) (2009)
- Misu háborúja, regény (2017)
- Egyetemi Fonetikai Füzetek (1995–2001) (A szupraszegmentális hangszerkezetek percepciója, közös tanulmány dr. Földi Éva egyetemi adjunktussal, témavezető prof. Bolla Kálmán)

## Érdekesség
2016-ban A nagy duett című televíziós show-műsorban Péter Szabó Szilviával az 1. helyen végeztek.